# Tutto è musica (film)
Tutto è musica è un film del 1963, scritto, diretto ed interpretato da Domenico Modugno.
È un film autobiografico, scritto da Modugno insieme a Franco Migliacci e Tonino Valerii.
Il film narra la storia vera e falsa di Domenico Modugno. Si susseguono tutte le canzoni di successo del noto cantautore che accompagnano la sua ascesa. Tra gli altri episodi l'incontro di due ragazzi che gli dà lo spunto per "Piove (ciao ciao bambina)".
La colonna sonora del film è pubblicata nell'album omonimo.